# بن أروها
بنيديكيت أروها (بالإنجليزية: Benedict Iroha)، من مواليد 29 نوفمبر 1969 في أبا في نيجيريا، لاعب كرة قدم نيجيري سابق.
بدأ مسيرته الكروية مع نادي أنييمبا، وبعدها انتقل إلى نادي فلاش فلامينغوز، ثم أنتقل إلى نادي بندل أنشورانس، وفي عام 1990 انتقل إلى نادي أوانيانوو ناشونالي، وفي عام 1991 انتقل إلى نادي أسيك ميموساس، ولعب معهم حتى عام 1992، وفي عام 1992 انتقل إلى نادي فيتيس أرنهم الهولندي، ولعب معهم حتى عام 1996، وشارك معهم في 21 مباراة وسجل هدف واحد، وفي عام 1996 انتقل إلى نادي سان خوسيه إيرثكويك الأمريكي، ولعب معهم حتى عام 1997، وشارك معهم في 33 مباراة وسجل هدفين، وفي عام 1997 انتقل إلى نادي دي سي يونايتد الأمريكي، ولعب معهم 17 مباراة وسجل 4 أهداف، وفي موسم 1997/1998 انتقل إلى نادي إلتشه الإسباني، ولعب معهم مباراة واحدة، وفي عام 1998 انتقل إلى نادي واتفورد الإنجليزي، ولعب معهم حتى عام 2000، وشارك معهم في 10 مباريات.
و قد لعب مع منتخب نيجيريا لكرة القدم.

## روابط خارجية
- بن أروها على موقع الاتحاد الدولي (مؤرشف)  (الإنجليزية)
- بن أروها على موقع الدوري الأمريكي (الإنجليزية)
- بن أروها على موقع قاعدة بيانات كرة القدم.إي يو (الإنجليزية)
- بن أروها على موقع ناشيونال فوتبول تيمز (الإنجليزية)
- بن أروها على موقع Soccerway.com (الإنجليزية)